# Tsubasa Aoki
Tsubasa Aoki (japanisch 青木 翼 Aoki Tsubasa; * 17. November 1993 in Shizuoka) ist ein japanischer Fußballspieler.

## Karriere
Tsubasa Aoki erlernte das Fußballspielen in der Schulmannschaft der Shimizu Commercial High School und der Universitätsmannschaft der Juntendo-Universität. Seinen ersten Vertrag unterschrieb er 2015 beim FC Gifu. Der Verein spielte in der zweithöchsten Liga des Landes, der J1 League. Für den Verein absolvierte er 49 Ligaspiele. 2019 wurde er an den Drittligisten Thespakusatsu Gunma ausgeliehen. Für den Verein absolvierte er acht Ligaspiele. 2020 wechselte er nach Okazaki zum Viertligisten FC Maruyasu Okazaki. Nach 60 Ligaspielen wechselte er Anfang 2024 zum Fünftligisten Wyvern Kariya. Mit dem Verein aus Kariya spielt er in der Tokai Soccer League (Div.1).